# Ludwig Kraus
Ludwig Kraus (26 de diciembre de 1911 en Hettenshausen-19 de septiembre de 1997 en Múnich) fue de 1963 a 1973, director técnico de Audi NSU Auto Union AG.
Fue el fabricante de la máquina Kraus inicialmente para Mercedes trabajo en la construcción de la Mercedes-Presuntamente W 154 y W 196. Como ingeniero en jefe y director de desarrollo sus principales colaboradores en ese tiempo fueron: Rudolf Uhlenhaut, Hans Scherenberg y Fritz Nallinger.